# Синдром Авелліса
Синдром Аве́лліса (англ. Avellis' syndrome, також паралітичний синдром Авелліса, англ. Avellis' paralysis syndrome, англ. Avellis' hemiplegia) — клінічний неврологічний синдром, своєрідна форма бульбарного альтернуючого паралічу.

## Етимологія
Синдром було названо на честь Георга Авелліса (нім. Georg Avellis; роки життя 1864-1916), німецького отоларинголога, який його описав уперше.

## Сутність синдрому
При цьому ураженні відбувається поєднання паралічу м'якого піднебіння і голосових зв'язок на стороні патологічного вогнища у центральній нервовій системі з центральним геміпарезом на протилежній стороні, що проявляється втратою больового і температурного відчуттів з іншого боку.
Спостерігається при ураженні довгастого мозку на рівні подвійного ядра, як правило, це зумовлено оклюзією хребтової артерії. Іноді може бути пов'язаним з синдромом Горнера. В оригінальному описі Георга Авелліса відмічено було лише ураження блукаючого і язиково-глоткового нервів. Супутнє ураження сусідніх черепних нервів було визначено пізніше.